# Przejście graniczne Pomorzowiczki-Osoblaha
Przejście graniczne Pomorzowiczki-Osoblaha – polsko-czeskie drogowe przejście graniczne położone w województwie opolskim, w powiecie głubczyckim, w gminie Głubczyce, w miejscowości Pomorzowiczki, zlikwidowane w 2007.

## Opis
20 maja 1994 burmistrz Prudnika Jan Roszkowski i burmistrz Głubczyc oraz wójt Lubrzy wraz z przedstawicielami Urzędu Wojewódzkiego podczas spotkania w Prudniku podpisali porozumienie dotyczące otwarcia przejścia granicznego w Pomorzowiczkach.
Drogowe przejście graniczne Pomorzowiczki-Osoblaha z miejscem odprawy granicznej po stronie czeskiej w miejscowości Osoblaha, zostało utworzone 1 czerwca 2001. Czynne było całą dobę. Dopuszczony był pieszych, rowerzystów, motocykli oraz samochodów osobowych dla obywateli Polski i Czech. 29 marca 2007 rozszerzono ruch o wszystkie kraje oraz samochody ciężarowe, o dopuszczalnej masie całkowitej do 3,5 tony. Kontrolę graniczną osób, towarów i środków transportu wykonywała Graniczna Placówka Kontrolna Straży Granicznej w Pietrowicach (GPK SG w Pietrowicch).
Przejście graniczne małego ruch granicznego Pomorzowiczki-Osoblaha utworzono 19 lutego 1996, w rejonie znaku granicznego nr 122/17 . Czynne było w godz. 6.00–22.00. Dopuszczony był ruch pieszych, rowerzystów, motorowerami o pojemności skokowej silnika do 50 cm³ i transportem rolniczym. Odprawę graniczną i celną wykonywały organy Straży Granicznej. Kontrolę graniczną i celną osób, towarów oraz środków transportu wykonywała Strażnica SG w Pomorzowicach.
Do przejścia granicznego można było dojechać drogą wojewódzką nr 417, zjazd na południe w miejscowości Klisino, dalej przez Pomorzowice, Pomorzowiczki do drogi po stronie czeskiej nr 457. Również drogą wojewódzką nr 416, zjazd na południe w miejscowości Kietlice, dalej przez Ściborzyce Małe, Pomorzowiczki lub w miejscowości Głubczyce, Aleją Lipową do miejscowości Tarnkowa i Pomorzowiczki.
21 grudnia 2007 na mocy układu z Schengen przejście graniczne zostało zlikwidowane.

## Galeria

Przejście graniczne Pomorzowiczki-Osoblaha
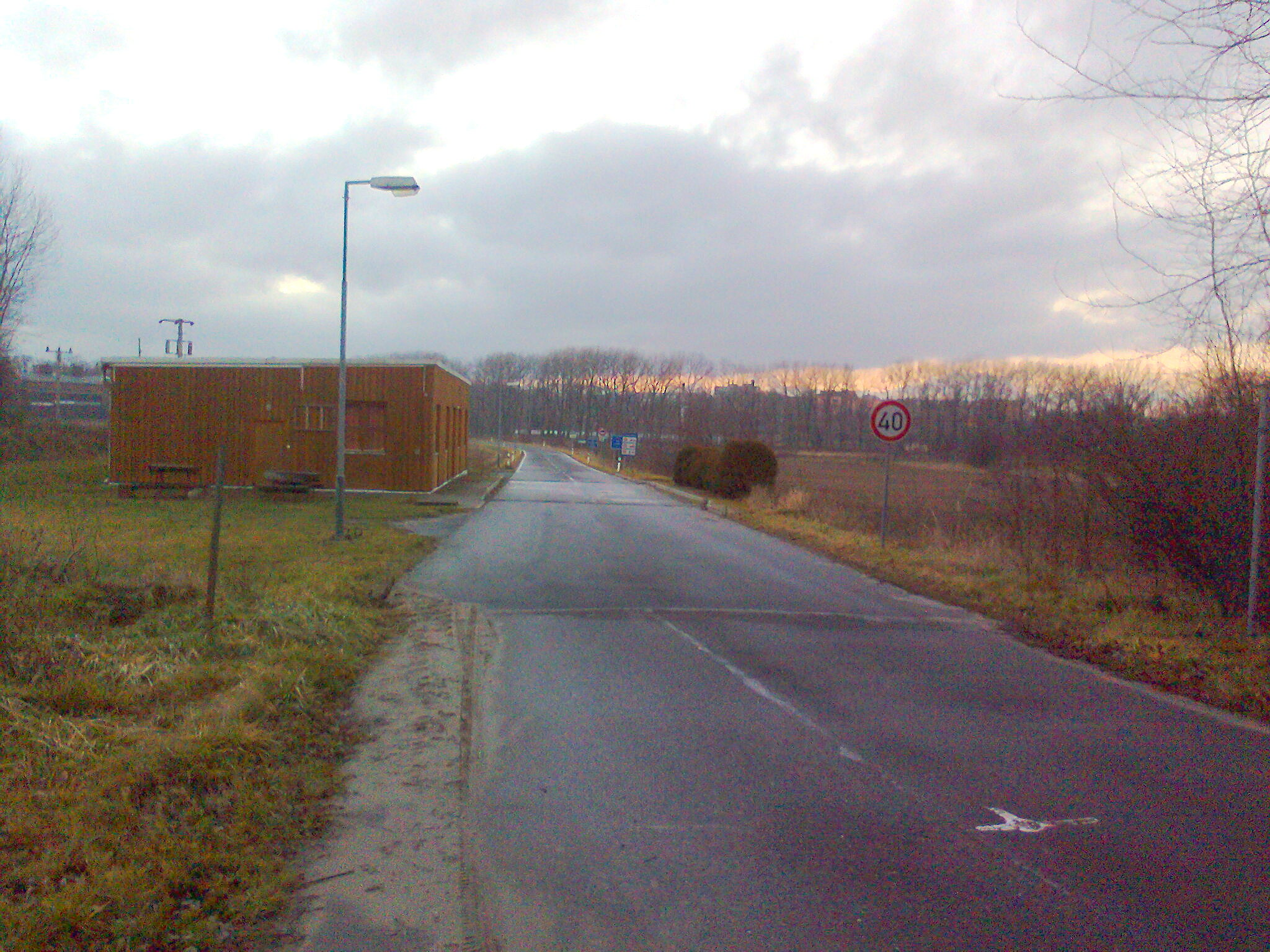
Widok od strony RP (grudzień 2013)
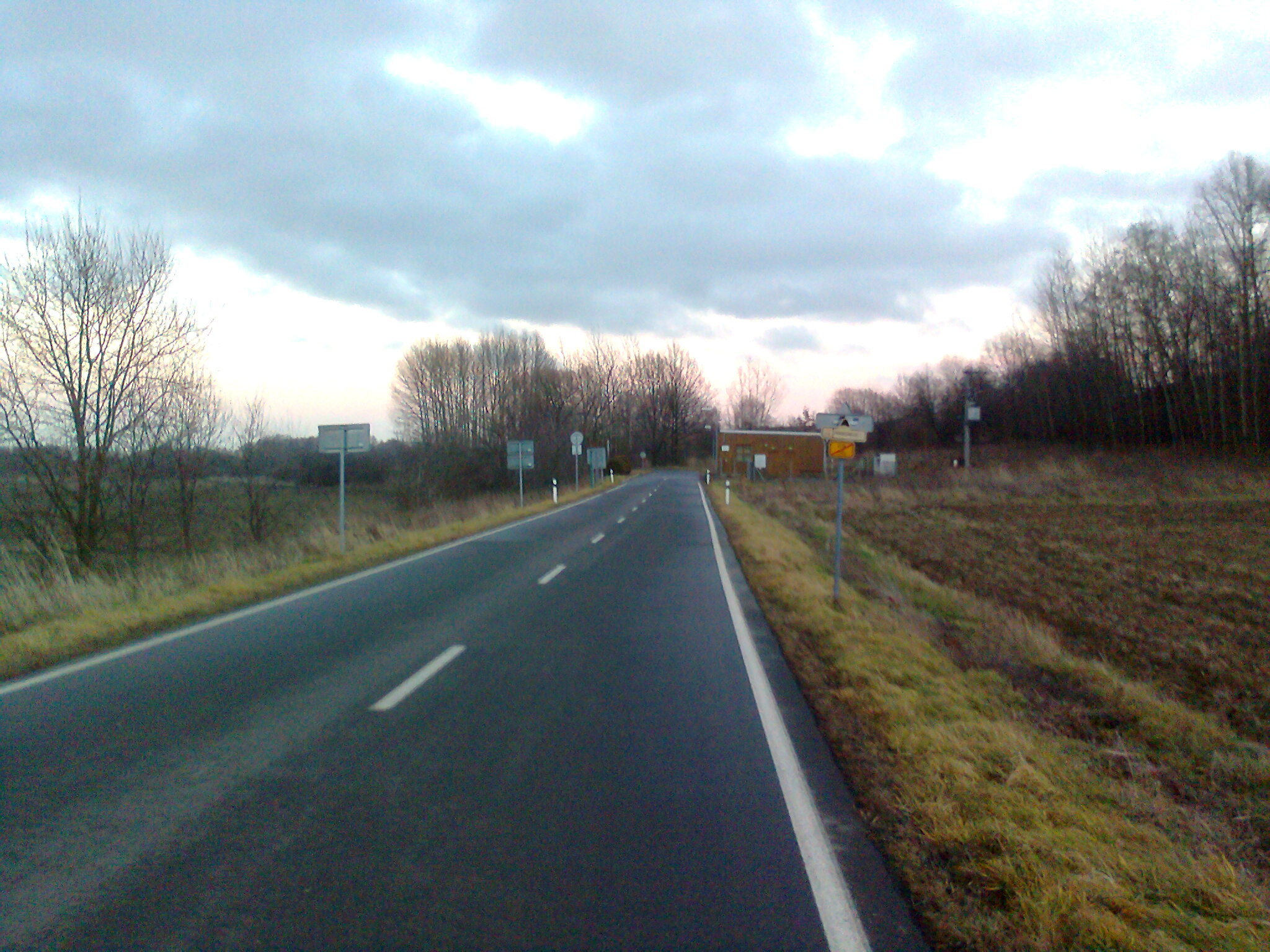
Widok od strony RCz (grudzień 2013)